# Kim Lachmann
Kim Lachmann (* 29. August 1987 in Neuwied) ist ein ehemaliger deutscher Radrennfahrer.
Kim Lachmann begann seine Karriere 2008 bei dem deutschen Continental Team Mapei Heizomath. In diesem Jahr wurde er unter anderem Sechster in der Gesamtwertung der Mainfranken-Tour. 2009 wechselte er zu Seven Stones, gewann die Deutsche Bergmeisterschaften in der U23-Klasse und entschied die Gesamtwertung der Rad-Bundesliga für sich.
Im Jahr 2010 fuhr Lachmann für das Team Nutrixxion Sparkasse und wurde beim polnischen Eintagesrennen Pomerania Tour zeitgleich hinter dem Sieger Dirk Müller Zweiter. Am Ende der Saison beendete er seine internationale Karriere, startete jedoch noch einmal bei den Deutschen Straßen-Radmeisterschaften 2011 für den Velo-Club Neuwied.

## Erfolge
2009
- Deutscher Bergmeister (U23)
- Gesamtwertung Rad-Bundesliga

## Teams
- 2008 Team Mapei Heizomath
- 2009 Seven Stones
- 2010 Team Nutrixxion Sparkasse